# Jonathan Gash
Jonathan Gash, nom de plume de John Grant, né le 30 septembre 1933 à Bolton, est un écrivain britannique, auteur de roman policier.

## Biographie
John Grant fait ses études à l'école primaire St Peter et St Paul, puis au Thornleigh Salesian College (en), avant d'étudier la médecine. Il est membre du Royal Army Medical Corps.
Sous le nom de plume Jonathan Gash, il publie en 1977 son premier roman, The Judas Pair avec lequel il est lauréat du John Creasey New Blood Dagger 1977. C'est le premier volume d'une série de romans picaresques sur les aventures de Lovejoy, un antiquaire britannique. La BBC adaptera ces romans pour la série télévisée Les Règles de l'art (Lovejoy).
À partir de 1997, il publie une série de thrillers médicaux mettant en vedette le personnage du docteur Clare Burtonall.
Jonathan Gash est membre du Detection Club depuis 1987.

## Œuvre

### Romans signés Jonathan Gash

#### SérieLovejoy
- The Judas Pair (1977)
- Gold from Gemini1 (1978) (autre titre Gold by Gemini)
- The Grail Tree (1979)
- Spend Game (1980)
- The Vatican Rip (1981)
- Firefly Gadroon (1982)
- The Sleepers of Erin (1983)
- The Gondola Scam (1984)
- Pearlhanger (1985)
- The Tartan Ringers (1986) (autre titre The Tartan Sell)
- Moonspender (1986)
- Jade Woman (1988) Publié en français sous le titre La Femme de jade, Ergo press, coll. « Triangle noir » (1989)  (ISBN 2-7395-0042-4)
- The Very Last Gambado (1989)
- The Great California Game (1990)
- The Lies of Fair Ladies (1992)
- Paid and Loving Eyes (1992)
- The Sin Within Her Smile (1993)
- The Grace in Older Women (1995)
- The Possessions of a Lady (1996)
- The Rich and the Profane (1998)
- A Rag, a Bone and a Hank of Hair (1999)
- Every Last Cent (2001)
- The Ten Word Game (2003)
- Faces in the Pool (2008)

#### SérieClare Burtonall
- Different Women Dancing (1997)
- Prey Dancing (1998)
- Die Dancing (2000)
- Bone Dancing (2002)
- Blood Dancing (2006)

#### Autres romans
- The Year of the Woman (2005)
- Finding Davey (2005)

### Roman signé Graham Gaunt
- The Incomer (1981)

## Prix et distinctions

### Prix
- John Creasey New Blood Dagger 1977 pour The Judas Pair[1]